# Roughly Speaking
Roughly Speaking is een Amerikaanse dramafilm uit 1945 onder regie van Michael Curtiz.

## Verhaal
Wanneer haar vader zijn vermogen verliest, grijpt de ambitieuze Louise Randall de kans om een beroep te leren. Ze gaat als de slag als secretaresse op een scheepswerf. Louise trouwt met de bankbediende Rodney Crane en geeft haar baan op uit liefde voor hem. Ze aardt niet als huisvrouw en het stel scheidt na verloop van tijd. Vervolgens leert Louise Harold Pierson kennen. Hij raakt geënthousiasmeerd door de ondernemersgeest van zijn vriendin. Hoewel al zijn plannen mislukken, zijn ze toch gelukkig met elkaar.

## Rolverdeling
| Acteur            | Personage                 |
| ----------------- | ------------------------- |
| Rosalind Russell  | Louise Randall Pierson    |
| Jack Carson       | Harold C. Pierson         |
| Robert Hutton     | John Crane (20-28)        |
| Jean Sullivan     | Louise jr. (18-26)        |
| Donald Woods      | Rodney Crane              |
| Alan Hale         | Lew Morton                |
| Andrea King       | Barbara (21-29)           |
| Ann Doran         | Alice Abbott              |
| Mona Freeman      | Barbara (15-20)           |
| Robert Arthur     | Frankie (17)              |
| Ray Collins       | John Chase Randall        |
| John Qualen       | Svend Olsen               |
| Kathleen Lockhart | Henrietta Louise Randall  |
| Ann E. Todd       | Louise Randall (als kind) |